# Beskytterens dilemma
Beskytterens dilemma er en dansk kortfilm fra 1968 instrueret af Jørgen Ekberg efter eget manuskript.

## Medvirkende
- Benne Arvidsen
- Jørgen Ekberg
- Anne-Lise Gabold
- John Larsen